# Джамал Торранс
Джамал Торранс (англ. Jamaal Torrance; нар. 20 липня 1983) — американський легкоатлет, який спеціалізувався в бігу на короткі дистанції.

## Спортивні досягнення
Чемпіон світу з естафетного бігу 4×400 метрів (2011, виступав у забігу).
Триразовий чемпіон світу в приміщенні з естафетного бігу 4×400 метрів (2008, 2010, 2012).
Бронзовий призер чемпіонату світу в приміщенні з бігу на 400 метрів (2010).
Срібний призер Панамериканських ігор з естафетного бігу 4×400 метрів (2007).
Чемпіон США в приміщенні з бігу на 400 метрів (2009).